# In the American West
In the American West és una sèrie de fotografies de l'artista Richard Avedon (1923-2004). Es centra, únicament, en retratar el mític oest dels Estats Units. En aquesta sèrie fotogràfica Richard Avedon pretén mostrar la realitat de l'oest, com una forma de contraposar-ho amb el idíl·lic oest retratats en els westerns clàssics.

## Història i antecedents
Richard Avedon va patir una infecció cardiovascular que el va obligar a retirar-se fora de la ciutat per guardar repòs. Va marxar a un ranxo a l'estat de Montana. Allà, inconscientment, va començar aquesta sèrie de retrats, quan va fotografiar a un dels seus veïns. Aquest retrat va ser presentat dins d'una retrospectiva de l'obra d'Avedon al Museu Metropolità de Nova York.

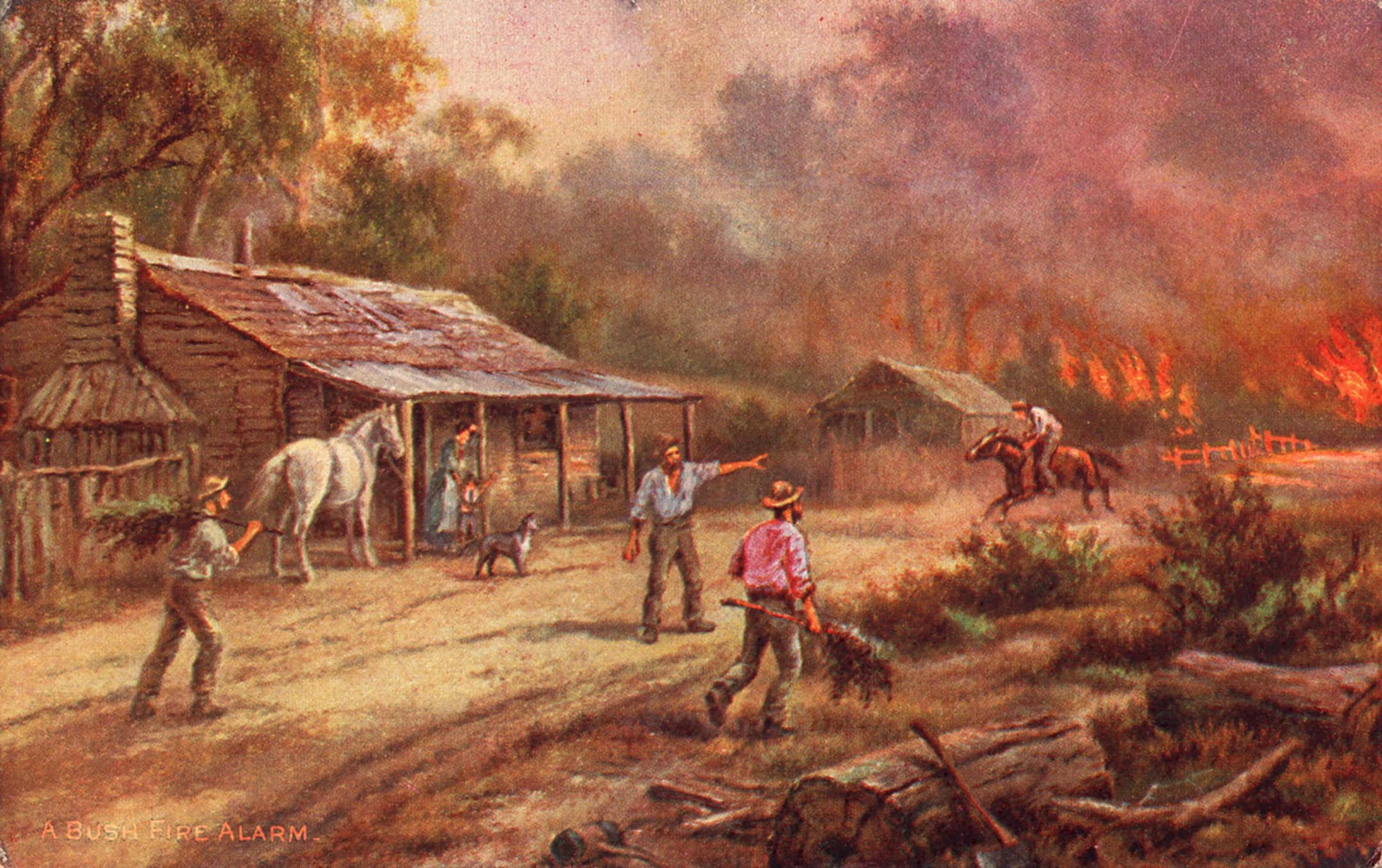
Demostració de l'oest americà folclòric.

Mitchell A. Wilder, el director d'un museu amb temàtica texana (Amon Carter Museum), va veure aquesta fotografia tan pròpia del folklore de l'oest. Posteriorment, va contactar amb el fotògraf per proposar-li treballar aquest gran retrat de la societat de l'oest d'Estats Unitats. Avedon va acceptar la proposta, ja que considerava que aquest podria ser el seu últim gran treball. A més a més, Amon Carter Museum li va 100.000 dolars anuals per fer el projecte.
Aquest projecte es va dur a terme entre 1979 i 1984. En aquests sis anys, Avedon i els seus assistents van recórrer un 15 estats de l'oest, en els que van indagar en uns 190 poblats. Al final del treball, van haver retratat a unes 800 persones.

## Procés tècnic
Per dur a terme aquest projecte, va haver d’utilitzar diversos elements.

Càmera plegable.

En primer lloc, una càmera plegable de gran format anomenada Deardoff, per la que, per cert, mai mirava a través del seu objectiu per disparar la fotografia. Aquesta càmera va necessitar d’unes 17.000 fulles de pel·lícula aproximadament, per tal de completar la sèrie de retrats. Respecte a la il·luminació utilitzada pels retrats, va ajudar-se d’il·luminació natural, col·locant als subjectes en un espai tocat per l’ombra. En cap cas va fer servir il·luminació artificial.

## Models
Richard Avedon va decidir que el seu objectiu del projecte serien persones del carrer, és a dir, models no professionals. No obstant, aquests models havien de tenir particularitats físiques que destaquessin en el quadre fotogràfic. A més a més, buscava que cap d’aquestes persones s'assemblessin al arquetip hollywoodià dels westerns de l’època. Això es deu al fet que, justament, Avedon pretenia contraposar la realitat d’aquests poblats amb la ficció que es mostrava a les pel·lícules.

### Perfil dels retratats
Els personatges de les fotografies mostren una actitud desafiant. Això es veu en la seva mirada, que és forta i directa a la lent de la càmera. Aquesta expressió desafiant es emfatitzada, també, per l’absència de somriures en els rostres.
El perfil dels fotografiats era ben variat. Trobem a dones belles que semblen àngels, però sense deixar enrere aquesta expressió desafiant. Veiem a homes que representen el màxim arquetip de masculinitat, sense camisa i amb barbes llargues, que fan accions estranyes, com agafar un nadó a l'inrevés. Però, també trobem a figures pertorbadores degut al seu físic. Aquests persones podien tenir malalties, malformacions físiques,etc. Aquesta era una forma de pertorbar o incomodar al públic.
Al cap i a la fi, Richard Avedon va donar un focus a aquestes persones que segurament eren rebut
Un altre element que emfatitza aquesta expressió de despersonalització dels personatges és el fet d’utilitzar un fons blanc que els descontextualitzi completament. De fet, Yolanda Romero, una crítica, diu que: “El fet que sempre utilitzi un fons blanc per les seves fotografies és la forma en que Avedon vol remarcar a la persona que retrata, no vol que qui mira una fotografia seva es perdi en els detalls innecessaris, sinó que tan sols es fixi en el rostre, en el cos en la mirada del model retratat.”

## Resultat, crítiques i llegat
Després d’haver estat mitja dècada treballant aquestes series, el treball d’Avedon va ser exposat al 1985 al Amon Carter Museum, com ja estava decidit des del principi de l'encàrrec.
Avedon va crear unes 750 fotografies, de les quals va fer una selecció del 120, per ser aquestes exposades en el museu.

### Crítiques
Després de mostrar el projecte, va rebre tot tipus de crítiques. Per part de la crítica i els entusiastes del seu treball, en va rebre de molt bones ja que era el fotògraf més aclamat del moment als Estats Units. El treball va provocar curiositat en moltes persones ja que mai s'havia fet res així relacionat amb la cultura de l’oest.
No obstant, també va rebre comentaris negatius.Aquests eren principalment de la pròpia comunitat d’habitants d’aquesta zona dels Estats Units. Aquesta deia que sentia que el fotògraf podia haver retratat a tot tipus de persones referents a l’oest, però que en comptes de fer alguna cosa representativa, va decidir escollir als marginats d’aquella societat, als mutilats. Es creu que aquests habitants van ser tan durs amb ell degut al seu origen, ja que el consideraven un neoyorquí foraster que havia arribat al seu territori per ridiculitzar la seva cultura i societat.
Un altre tipus de crítiques que va rebre és que Avedon va proporcionar a les classes benestants un mitjà per explorar i burlar-se de les classes baixes. Algunes persones sentien que Avedon havia fet aquest treball amb cert recargolament, per a que aquests rics poguessin fantasiejar de com seria aquestes cultures tan llunyanes a ells. De nou,aquest pensament estava molt relacionat amb la seva procedència cosmopolita, ja que ell era de la ciutat de Nova York.
Per acabar, Avedon també va rebre comentaris negatius respecte el seu treball per part del col·lectiu feminista, ja que sentien que la dona havia estat rebutjada, sent només representada com una prostituta o una mestressa.
Tot i haver rebut una gran quantitat de crítiques, aquest treball d’Avedon va tenir un gran impacte en la societat. Actualment, els negatius originals estan valorats en un 20.000.000 de dòlars.
Aquesta sèrie fotogràfica, posteriorment esdevinguda a llibre, és un dels grans referents en el món de la fotografia pel que fa als retrats. Ja sigui pels rostres esmentats anteriorment, el tipus de composició o la seva complexitat dins de la senzillesa.
In the American West va suposar un abans i un després en la trajectòria professional i personal de Richard Avedon, que va passar de ser vist com el gran fotògraf de moda i celebritats al fotògraf icònic i llegendari com el que és recordat avui en dia.